# Schandmaul
Schandmaul é uma banda de folk/medieval metal formada no ano de 1998 em Munique, Alemanha. Além das canções mais pesadas tocadas com acompanhamento de guitarras, várias das canções do grupo são tocadas apenas com instrumentos tradicionais.

## Membros

### Atuais
- Thomas Lindner – vocais, violão, acordeão
- Birgit Muggenthaler-Schmack – flautas, charamelas, gaita de fole, vocais
- Anna Kränzlein – violino, Sanfona, vocais
- Martin "Ducky" Duckstein – guitarra, violão, guitarra clássica, vocais
- Stefan Brunner – bateria, percussão, vocais
- Matthias Richter – baixo, contrabaixo (desde 2003)

### Ex-integrantes
- Hubsi Widmann – baixo, bandolim, sanfona, vocais (1998–2003)

## Discografia

### Álbuns
- Wahre Helden (1999)
- Von Spitzbuben und anderen Halunken (2000)
- Narrenkönig (2002)
- Wie Pech & Schwefel (2004)
- Mit Leib und Seele (2006)
- Anderswelt (2008)
- Traumtänzer (2011)
- Unendlich (2014)
- Leuchtfeuer (2016)

### Álbuns ao vivo
- Hexenkessel (2003)
- Kunststück (2005)
- Sinnfonie

### EPs
- Bin Unterwegs (June 2005)
- Kein Weg zu weit (February 24, 2006)

### DVDs
- Hexenkessel (2003)
- Kunststück (2005)
- Sinnfonie (2009)